# Lenguas camito-semíticas
Las lenguas camíticas se refiere a una de las dos ramas en que tradicionalmente se había dividido a las lenguas camítico-semíticas. El nombre fue propuesto por el egiptólogo alemán Karl Richard Lepsius hacia 1860. Actualmente el término está en desuso y la clasificación se considera obsoleta.
Aunque el término camito-semítico fue ampliamente usado, se considera desafortunado porque sugiere que en esta familia las lenguas camíticas forman un grupo genético equiparable a las lenguas semíticas, cuando en realidad las lenguas denominadas camíticas en el siglo XIX y a principios del siglo XX no tienen una especial cercanía entre sí. Para resolver este problema terminológico se propusieron otros nombres que incluían clasificaciones de grupo ligeramente diferentes no enteramente satisfactorios.
La solución más ampliamente aceptada en la actualidad es el término (macro)familia afroasiática, que es una agrupación genética que no coincide enteramente con la antigua clasificación camítico-semítica. Concretamente, algunas lenguas consideradas previamente como camíticas no parecían emparentadas con el resto de las lenguas afroasiáticas, mientras que otras lenguas que habían sido excluidas de entre las camíticas tenían importantes parecidos con las lenguas afroasiáticas.